# Michael Wilson (piłkarz)
Michael Wilson (ur. 25 listopada 1980 w Plimmerton) – nowozelandzki piłkarz, grający na pozycji obrońcy.

## Kariera klubowa
Michael Wilson rozpoczął karierę w USA w uniwersyteckim klubie Stanford Cardinal w 2000 roku. W latach 2004–2008 występował na przemian w amerykańskiej Minnesocie Thunder, Team Wellington i Western Suburbs FC. Od 2009 roku jest zawodnikiem ekwadorskiego klubu SD Aucas. Z Aucas spadł z drugiej do trzeciej ligi ekwadorskiej w 2009 roku.

## Kariera reprezentacyjna
W reprezentacji Nowej Zelandii Wilson zadebiutował 12 października 2003 w przegranym 0-3 meczu z Iranem. Kilka miesięcy wcześniej uczestniczył w Pucharze Konfederacji, na którym Nowa Zelandia odpadła w fazie grupowej. Na turnieju we Francji był rezerwowym i nie wystąpił w żadnym meczu. W 2004 roku uczestniczył w eliminacjach Mistrzostw Świata 2006. Oostatni raz w reprezentacji wystąpił 31 maja 2006 w zremisowanym 1-1 meczu z Estonią. Ogółem w latach 2003–2006 w reprezentacji wystąpił w 7 meczach.